# Manatí (ort i Colombia, Atlántico, lat 10,45, long -74,96)
Manatí är en ort i Colombia.   Den ligger i departementet Atlántico, i den norra delen av landet, 700 km norr om huvudstaden Bogotá. Manatí ligger 12 meter över havet och antalet invånare är 14 140.
Terrängen runt Manatí är platt, och sluttar söderut. Runt Manatí är det tätbefolkat, med 286 invånare per kvadratkilometer. Närmaste större samhälle är Campo de la Cruz, 11,1 km sydost om Manatí. Omgivningarna runt Manatí är en mosaik av jordbruksmark och naturlig växtlighet.